# Rottumeroog
Rottumeroog – bezludna wyspa w Holandii położona na Morzu Wattowym. Administracyjnie znajduje się w gminie Groningen. Należy do zachodniej części archipelagu Wysp Fryzyjskich.

## Etymologia
Nazwa wyspy Rottumeroog pochodzi od nazwy miejscowości Rottum i oznacza dosłownie „wyspa Rottum”.

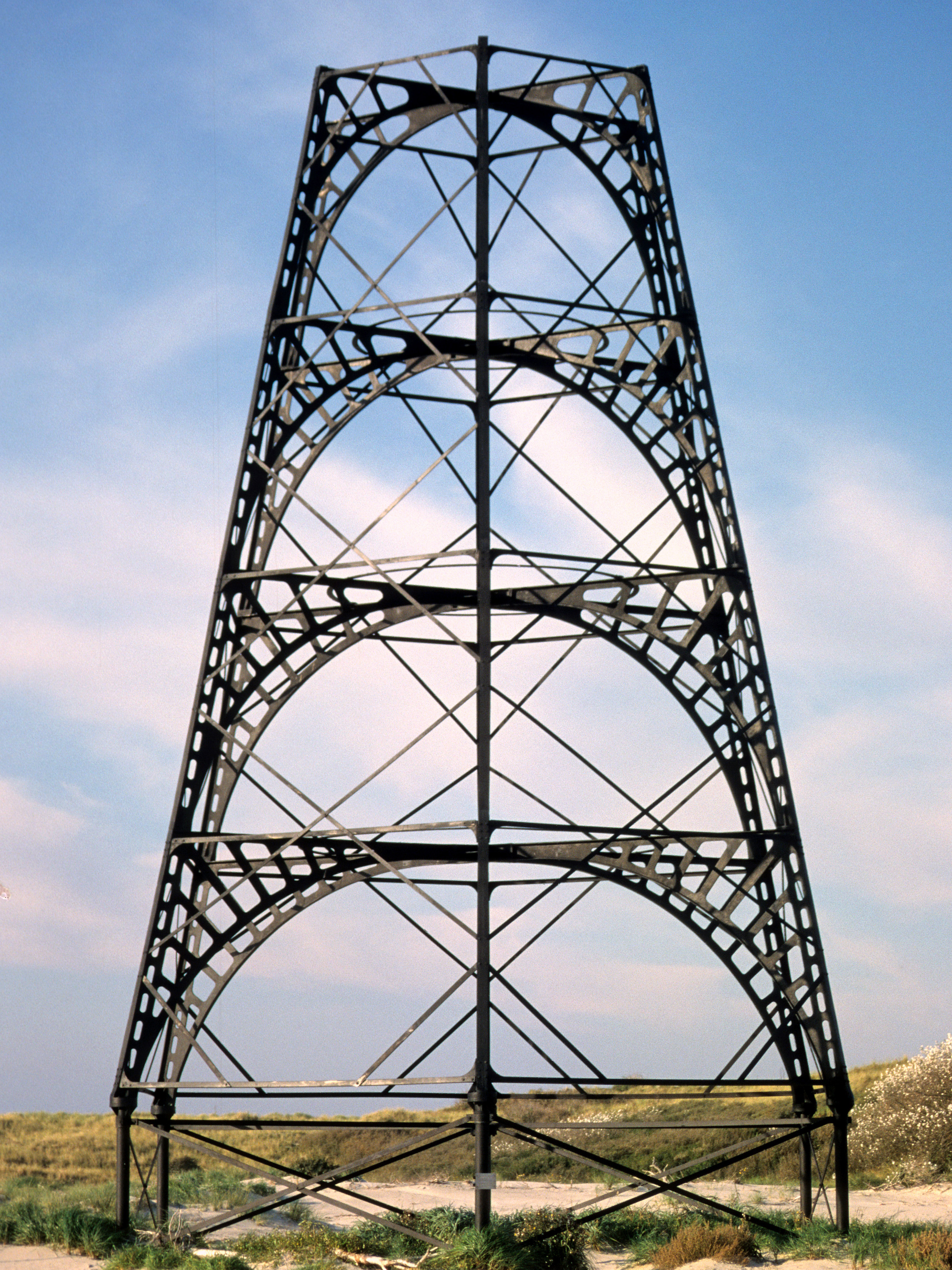
Latarnia nawigacyjna Emder Kaap powstała na wyspie w 1996 roku

## Historia
W XV wieku wyspa Monnikenlangenoog podzieliła się tworzące wyspy Bosch oraz Rottumeroog. W XVIII wieku pierwsza z wysp uległa w całości erozji. Od 1965 roku Rottumeroog jest niezamieszkana.

## Ochrona przyrody
Morze Wattowe, na którym znajduje się wyspa, w 2009 roku zostało wpisane na listę światowego dziedzictwa UNESCO.
Rottumeroog wraz z wyspami Rottumerplaat oraz Zuiderduintjes tworzą rezerwat przyrody Rottum. Wyspa jest niezamieszkana, a wstęp na nią bez zezwolenia jest zabroniony.